# Zuid-Limburg

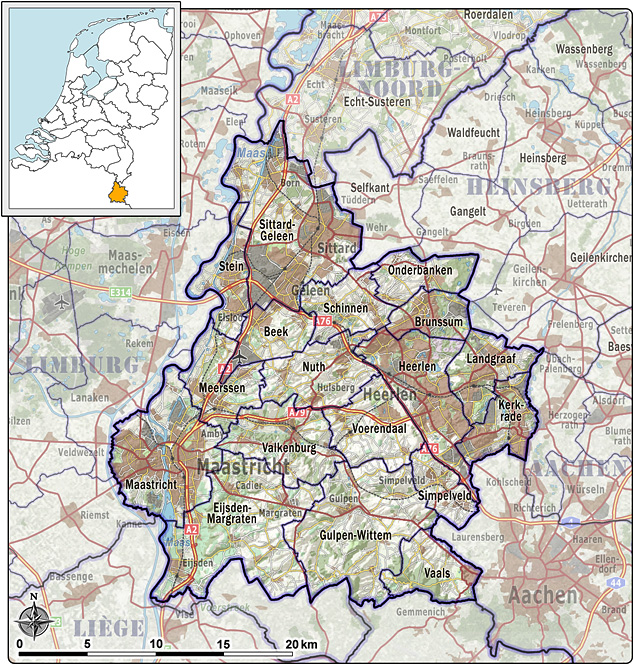
Südlimburg: Landschaften und Gemeinden

Zuid-Limburg (deutsch Süd-Limburg) ist eine Region in der niederländischen Provinz Limburg.

## Allgemeines
Zuid-Limburg ist der südlichste Teil der Provinz Limburg, zu der außerdem die Regionen Noord-Limburg und Midden-Limburg zählen. Die Region Zuid-Limburg grenzt im Osten an Deutschland und im Süden und Westen an Belgien. Als nördliches Mittelstück des Dreiländerecks Niederlande – Deutschland – Belgien, der Euregio Maas-Rhein, weist Zuid-Limburg eine beachtliche Vielfalt auf kleinem Raum auf. Die Region erstreckt sich über eine Fläche von rund 661 km2, ungefähr die Fläche von Köln und Düsseldorf zusammen. Sie hat insgesamt 594.047 Einwohner.  Vom östlichsten Punkt, der Stadt Kerkrade, bis zum westlichsten Punkt, der Stadt Maastricht, sind es circa 24 km. Den Norden und Süden der Region trennen ungefähr 40 km. Zuid-Limburg ist durch einen etwa fünf Kilometer schmalen Korridor mit dem Rest der Niederlande verbunden und wird ansonsten von Deutschland und Belgien umgeben.
Der wichtigste Fluss der Region ist die Maas. Der Großteil der Bevölkerung konzentriert sich in städtischen Ballungsräumen, z. B. in Maastricht (die Hauptstadt der Provinz Limburg), Sittard und Geleen. Die Parkstad ist mit rund 250.000 Einwohnern ein wichtiger Ballungsraum an der deutsch-niederländischen Grenze. Heerlen und Kerkrade gehören zu den bedeutendsten Städten dieser Region. Valkenburg ist eine touristische Kleinstadt im Heuvelland.

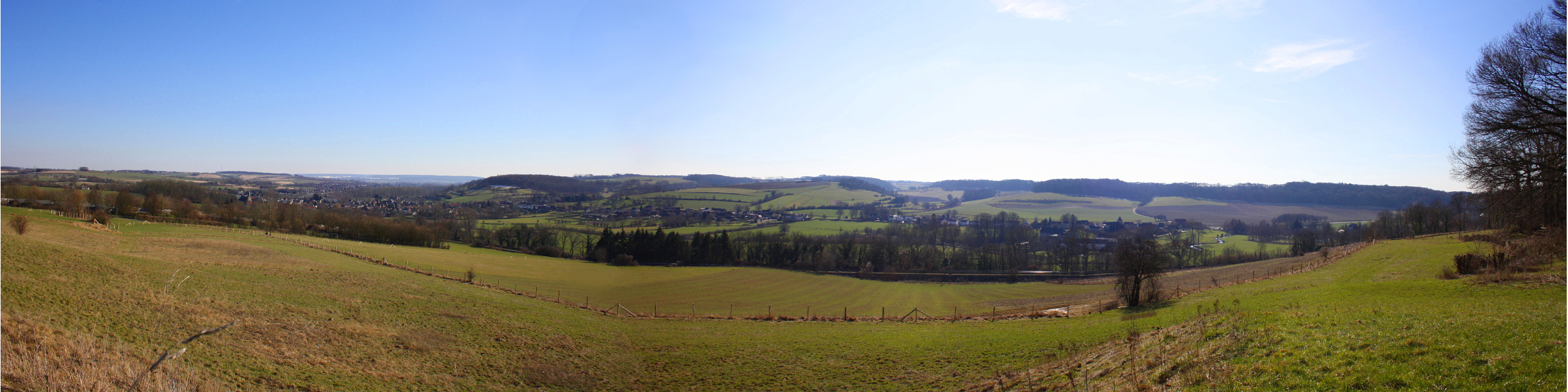
Hügelland (heuvelland) in Süd-Limburg

## Geschichte
Im Westfälischen Frieden wurde Limburg im Jahr 1648 unter Spanien und den Vereinigten Niederlanden aufgeteilt. 1713 wurde der Spanische Erbfolgekrieg im Frieden von Utrecht beendet und die vormaligen Spanischen Niederlande, darunter das Herzogtum Limburg, gerieten unter österreichische Kontrolle. Im späteren Verlauf der Geschichte fiel die Provinz Limburg in den napoleonischen Kriegen an Frankreich.
Nach dem Wiener Kongress im Jahr 1815 wurde Limburg Teil der neu geschaffenen Provinz Limburg des Vereinigten Königreichs der Niederlande.
Nachdem verschiedene Namen für die Provinz in Betracht gezogen worden waren, entschied sich Willem I. für den Namen Limburg, denn nachdem die nördlichen und südlichen Niederlande wieder vereinigt worden waren, sollte diese Namensgebung dazu beitragen, die Erinnerung an die siebzehn Provinzen aus burgundisch-habsburgischer Zeit aufrechtzuerhalten.
Nach der Belgischen Revolution war zunächst die gesamte Provinz mit Ausnahme der Stadt Maastricht sowie des äußersten Nordens in belgischem Besitz. Auch nach dem Zehn-Tage-Feldzug verblieb der überwiegende Teil unter belgischer Kontrolle. Venlo wurde im Zuge eines Waffenstillstands 1833 aber geräumt. Im Rahmen einer endgültigen Lösung wurde die heutige Grenze durch das Londoner Protokoll von 1839 festgelegt. Limburg wurde somit in eine niederländische und eine belgische Provinz geteilt.
Die neugegründete niederländische Provinz Limburg war von 1839 bis 1866 als Herzogtum Limburg Gliedstaat des Deutschen Bundes.

## Tourismus
Die Region Zuid-Limburg ist in den Niederlanden ein beliebtes Ferienziel und bietet sich vor allem zum Wandern und Fahrrad fahren an. Durch eine Vielzahl kleinerer und größerer Städte mit reicher Geschichte und abwechslungsreichen Landschaften behauptet sich die Region zunehmend auch bei deutschen Touristen, die einen Großteil der ausländischen Besucher ausmachen. Deutschland ist die wichtigste Herkunftsregion für ausländische Touristen in der Provinz. Im Jahr 2008 waren von allen ausländischen Gästen rund 44 Prozent Deutsche. Laut dem CBS, dem Statistischen Amt der Niederlande, verbrachten im Jahr 2009 65.000 deutsche Gäste 105.300 Nächte in Zuid-Limburg.
Der Tourismussektor ist für Zuid-Limburg von großer Bedeutung. Bereits 1885 wurde ein Tourismusverband (VVV) gegründet, der im Jahre 2010 sein 125-jähriges Bestehen feierte und zu den ältesten Verbänden dieser Art in den Niederlanden und der Europäischen Union zählt. Um dessen Aktivitäten weiter auszubauen, wurde im Jahr 2009 zusätzlich die erste deutsche Repräsentanz in Köln eröffnet, welche mit dem Slogan „Genieße Dein Leben“ verstärkt das deutsche Publikum anspricht.

## Kulinarisches
Aufgrund seiner geschichtlichen Vergangenheit und seiner geografischen Lage sind Mentalität und Küche in Zuid-Limburg stark burgundisch geprägt und heben sich so von den restlichen Niederlanden ab.
Die burgundische Küche ist gehaltvoll, würzig und galt lange als das Maß, wenn es um die Zubereitung eines guten Gerichtes ging. Die Verwendung von Wein, Butter und Sahne ist typisch für die französische Küche und der Geschmack dieser Gerichte über die Grenzen Frankreichs hinaus berühmt. Da Zuid-Limburg durch die Geschichte stark von den Franzosen beeinflusst worden ist, zeigt sich dieser Einfluss auch noch heute in den Gerichten der Region und Zuid-Limburg hebt sich kulinarisch von den Gerichten der restlichen Niederlande ab.
Darüber hinaus weist die südlimburgische Küche große Überschneidungen mit der rheinischen Küche auf. Ein beliebtes Fleischgericht ist Zoervleisj (eine Art Sauerbraten, der oft mit Pommes frites serviert wird). Spargel sind auch beliebt und werden mit Kartoffeln, gekochten Eiern, Schinken, Sauce Hollandaise und zerlassener Butter verzehrt. Eine andere regionale Spezialität ist Vlaai, ein Hefeteiggebäck, das u. a. mit Fruchtkompott und Pudding aufgefüllt wird. Äußerlich und geschmacklich hat es Ähnlichkeiten mit einem Reisfladen, Streusel- oder Zwetschgenkuchen.
Die Region Zuid-Limburg wurde in der Vergangenheit hauptsächlich landwirtschaftlich genutzt. Heutzutage ist die Region nach wie vor für ihre traditionellen Produkte bekannt, darunter Apfelkraut, Stinkkäse und verschiedene (Weiß)weine. Zu den bekanntesten Biermarken gehören Alfa, Brand und Gulpener. Obst, besonders Äpfel, Birnen und Sauerkirschen, wird traditionell in Halb- oder Hochstammanlagen angebaut.

## Aktivitäten
Zuid-Limburg hat für die sonst ebenen Niederlande eine außergewöhnliche Topografie. Das hügelige Gebiet ist alljährlich Austragungsort des Amstel Gold Race, war viermal Schauplatz der Straßenrad-Weltmeisterschaft und zahlreicher Etappen bedeutender Straßenrennen wie die Tour de France.
Die touristische Infrastruktur umfasst ein gut ausgebautes und beschilderten Streckennetz von Radwanderwegen, die die gesamte Region abdecken und eine Gesamtlänge von rund 500 km umfassen, Hallenbäder, Thermalbäder und eine Indoor-Skihalle. Die Stadt Bad Valkenburg, eine der bekanntesten Kurorte der Niederlande, nimmt im Wellness-Sektor eine besondere Stellung ein und bietet unter anderem Kneipp-Kuren an. Außerdem sind mehrere Thermenanlagen in der Gegend zu finden, die besonders für Besucher aus dem Grenzgebiet attraktiv sind.

## Mundart

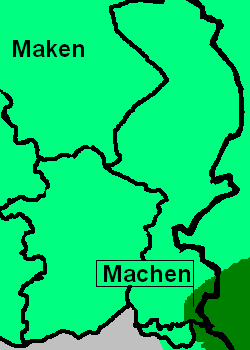
Verlauf der Benrather Linie in der Dreiländerregion

In der Region werden südniederfränkische Dialekte von einer Mehrheit der Bevölkerung als tägliche Umgangssprache verwendet. Vor allem in Maastricht ist der örtliche Dialekt noch sehr lebendig. Alle niederfränkischen Dialekte, die in der Parkstad gesprochen werden, weisen auffällige Übereinstimmungen mit angrenzenden ripuarischen Dialekten auf. Die Benrather Linie (maken-machen-Linie) verläuft zwischen Heerlen und Kerkrade und bildet die Grenze zwischen den beiden Dialektgruppen. Somit zählen Brunssum, Heerlen, Hoensbroek und Landgraaf noch zum südniederfränkischen Sprachraum, während Kerkrade, Eygelshoven, Simpelveld, Bocholtz und Vaals im ripuarischen Sprachraum liegen.